# تل رفيع (مقاطعة دورة)
تل رفيع (بالفارسية: تل رفیع) هي قرية تقع في Shurab Rural District في إيران.